# Fressin
Fressin és un municipi francès situat al departament del Pas de Calais i a la regió dels Alts de França. L'any 2007 tenia 544 habitants.

## Demografia

### Població
El 2007 la població de fet de Fressin era de 544 persones. Hi havia 200 famílies de les quals 40 eren unipersonals (12 homes vivint sols i 28 dones vivint soles), 64 parelles sense fills, 72 parelles amb fills i 24 famílies monoparentals amb fills.
La població ha evolucionat segons el següent gràfic:
Habitants censats

### Habitatges
El 2007 hi havia 259 habitatges, 200 eren l'habitatge principal de la família, 43 eren segones residències i 15 estaven desocupats. 256 eren cases i 2 eren apartaments. Dels 200 habitatges principals, 149 estaven ocupats pels seus propietaris, 47 estaven llogats i ocupats pels llogaters i 4 estaven cedits a títol gratuït; 5 tenien dues cambres, 17 en tenien tres, 50 en tenien quatre i 128 en tenien cinc o més. 172 habitatges disposaven pel capbaix d'una plaça de pàrquing. A 103 habitatges hi havia un automòbil i a 75 n'hi havia dos o més.

### Piràmide de població
La piràmide de població per edats i sexe el 2009 era:
| Homes | Edats   | Dones |
| ----- | ------- | ----- |
| 0     | 95 o +  | 0     |
| 0     | 90 a 94 | 0     |
| 8     | 85 a 89 | 4     |
| 8     | 80 a 84 | 8     |
| 8     | 75 a 79 | 20    |
| 16    | 70 a 74 | 16    |
| 16    | 65 a 69 | 12    |
| 12    | 60 a 64 | 24    |
| 16    | 55 a 59 | 4     |
| 24    | 50 a 54 | 16    |
| 24    | 45 a 49 | 24    |
| 28    | 40 a 44 | 24    |
| 12    | 35 a 39 | 16    |
| 28    | 30 a 34 | 24    |
| 20    | 25 a 29 | 12    |
| 44    | 20 a 24 | 8     |
| 16    | 15 a 19 | 28    |
| 20    | 10 a 14 | 12    |
| 8     | 5 a 9   | 8     |
| 4     | 0 a 4   | 12    |

## Economia
El 2007 la població en edat de treballar era de 350 persones, 260 eren actives i 90 eren inactives. De les 260 persones actives 242 estaven ocupades (142 homes i 100 dones) i 18 estaven aturades (9 homes i 9 dones). De les 90 persones inactives 24 estaven jubilades, 31 estaven estudiant i 35 estaven classificades com a «altres inactius».

### Ingressos
El 2009 a Fressin hi havia 239 unitats fiscals que integraven 564 persones, la mediana anual d'ingressos fiscals per persona era de 15.902 €.

### Activitats econòmiques
Dels 18 establiments que hi havia el 2007, 4 eren d'empreses de construcció, 5 d'empreses de comerç i reparació d'automòbils, 2 d'empreses d'hostatgeria i restauració, 1 d'una empresa d'informació i comunicació, 2 d'empreses immobiliàries, 1 d'una empresa de serveis, 2 d'entitats de l'administració pública i 1 d'una empresa classificada com a «altres activitats de serveis».
Dels 6 establiments de servei als particulars que hi havia el 2009, 1 era una fusteria, 2 lampisteries, 1 empresa de construcció, 1 perruqueria i 1 restaurant.
L'únic establiment comercial que hi havia el 2009 era una botiga d'electrodomèstics.
L'any 2000 a Fressin hi havia 24 explotacions agrícoles que ocupaven un total de 1.239 hectàrees.

## Equipaments sanitaris i escolars
El 2009 hi havia una escola elemental integrada dins d'un grup escolar amb les comunes properes formant una escola dispersa.

## Poblacions més properes
El següent diagrama mostra les poblacions més properes.